# Przyjacielskie Śniegusie: Zimowa opowieść
Przyjacielskie Śniegusie: Zimowa opowieść (ang. Ozie Boo! Winter Adventures, 2009) – francuski film animowany, powstały na podstawie serialu animowanego Śniegusie.
W Polsce premiera filmu odbyła się 24 grudnia 2009 roku na kanale MiniMini.

## Opis fabuły
Zbliża się Boże Narodzenie. Pingwinki są bardzo podekscytowane. Udają się do krainy Świętego Mikołaja, aby zanieść listy z prośbą o prezenty. W drodze znajdują zamrożonego w lodowej bryle różowego mamuta, którego uwalniają i zabierają ze sobą. Po świętach Śniegusie wraz z nowym przyjacielem próbują znaleźć najlepsze życzenie na Nowy Rok. Niebawem ze smutkiem odkrywają, że zniknęły ich ulubione zabawki z dzieciństwa. Rozpoczynają poszukiwania.

## Wersja polska
Opracowanie i udźwiękowienie wersji polskiej: na zlecenie MiniMini – Studio Sonica

Reżyseria: Jerzy Dominik

Dialogi polskie: Anna Hausner

Dźwięk i montaż: Maciej Sapiński

Teksty piosenek: Marek Krejzler

Organizacja produkcji: Piotr Pluciński

Wystąpili:
- Monika Pikuła
- Katarzyna Owczarz
- Anna Gajewska
- Dominika Kluźniak
- Joanna Pach
- Andrzej Gawroński
- Modest Ruciński
- Brygida Turowska
- Stefan Knothe

i inni
Lektor: Jerzy Dominik